# 1,3-Pentadién
Az 1,3-pentadién, triviális nevén piperilén a diének közé tartozó illékony, gyúlékony szénhidrogén. Molekulájában két kettős kötés található, két geometriai (cisz és transz) izomerje létezik. Az etilén kőolajból történő  előállításának melléktermékeként nyerik.
Színtelen anyag, műanyagok, ragasztók és műgyanták monomerjeként használják.

## Előállítása
Előállítható 1,3-butadién dimetil-szulfoxiddal bázis, például kálium-terc-butoxid jelenlétében történő metilezésével. A keletkező termék mintegy 80%-a transz, 20%-a cisz izomer.
Wittig-reakcióval is elő lehet állítani acetaldehidből, akroleinből vagy krotonaldehidből. A reakciók hozama és cisz/transz szelektivitása különböző tényezőktől (például a kiindulási anyagtól és az alkalmazott oldószertől) függ.
Piperidin Hofmann-eliminációs reakciója során is keletkezhet, ismételt kimerítő metilezés és azt követő trimetil-amin elimináció révén 1,4-pentadién keletkezik, mely a reakció körülményei között 1,3-pentadiénné izomerizálódik.
A pirolízisbenzin (pirobenzin) nyers C5 frakciójának elválasztásával is előállítható  – ezek az etiléngyártás melléktermékei.

## Felhasználása
Felhasználják más vegyületek, például 2-metilfurán előállítására. Műanyagok, ragasztók és műgyanták monomerjei gyártásának köztiterméke. Piperilén-alapú termékek találhatók a modern – például borítékok, ragasztószalagok, pelenkák gyártásához használt – ragasztókban, továbbá az útburkolati jelekben.

## Fordítás
- Ez a szócikk részben vagy egészben  a   Piperylene című angol Wikipédia-szócikk ezen változatának fordításán alapul.  Az eredeti cikk szerkesztőit annak laptörténete sorolja fel. Ez a jelzés csupán a megfogalmazás eredetét és a szerzői jogokat jelzi, nem szolgál a cikkben szereplő információk forrásmegjelöléseként.
- Ez a szócikk részben vagy egészben  a(z)   1,3-Pentadien című német Wikipédia-szócikk ezen változatának fordításán alapul.  Az eredeti cikk szerkesztőit annak laptörténete sorolja fel. Ez a jelzés csupán a megfogalmazás eredetét és a szerzői jogokat jelzi, nem szolgál a cikkben szereplő információk forrásmegjelöléseként.